# Дахук (покрајина)
Дахук је једна од покрајина Ирачког Курдистана. Управно седиште је град Дахук, а покрајина има 1.356.415 становника. Формиран је 1976. године, а пре тога је био део покрајине Нинива. Налази се на северу Ирака, односно на западу Ирачког Курдистана, уз границу са Турском и Сиријом. Становништво чине Курди и Асирци. 
Оригинално, покрајина је имала четири округа, али је регионална влада Ирачког Курдистана анектирала део покрајине Нинива и прикључила га покрајини Дахук, чиме је ова покрајина добила три нова округа.

## Окрузи покрајине
- Дахук
- Амадија
- Заху
- Сумајил
- Акра
- Бардараш
- Шехан